# André Silva (cầu thủ bóng đá, sinh năm 2000)
André Filipe Teixeira da Silva (28 tháng 4 năm 2000 – 3 tháng 7 năm 2025) là một cố cầu thủ bóng đá chuyên nghiệp người Bồ Đào Nha từng thi đấu ở vị trí tiền vệ tấn công hoặc tiền vệ cánh. Anh đã chơi cho một số câu lạc bộ ở cấp độ trẻ, bao gồm Porto. Sự nghiệp chuyên nghiệp của anh bắt đầu vào năm 2021, với hai mùa giải cho Gondomar (Campeonato de Portugal) và hai mùa giải cho Penafiel (Liga Portugal 2).
Silva đã qua đời trong một vụ tai nạn xe hơi ở Tây Ban Nha ở tuổi 25, cùng với anh trai Diogo Jota vào ngày 3 tháng 7 năm 2025.

## Sự nghiệp
Silva bắt đầu chơi bóng tại câu lạc bộ địa phương Gondomar trước khi gia nhập đội trẻ của Porto vào năm 2011. Anh cũng chơi cho câu lạc bộ vệ tinh Padroense của họ, cùng với Vitinha và Fábio Vieira. Sau đó anh chơi cho Paços de Ferreira, Famalicão và Boavista ở cấp độ trẻ.
Silva trở lại Gondomar vào năm 2021 và thi đấu hai mùa giải bóng đá ở giải hạng tư Campeonato de Portugal, cũng như Taça de Portugal. Trong mùa giải 2022–23, anh ghi được 9 bàn thắng và có 2 pha kiến tạo trong 26 trận cho câu lạc bộ.
Vào ngày 1 tháng 7 năm 2023, Silva gia nhập Penafiel theo hợp đồng có thời hạn ba năm. Anh là cầu thủ thường xuyên ra sân cho đội bóng Liga Portugal 2, dưới thời huấn luyện viên Hélder, với tổng cộng 62 trận, 7 bàn thắng và 3 pha kiến tạo trong hai mùa giải. Câu lạc bộ dẫn đầu bảng xếp hạng vào năm 2024–25, trước khi sa sút vào nửa sau mùa giải.

## Đời tư
Anh trai của Silva, Diogo, thường được gọi là Diogo Jota, là một tuyển thủ quốc gia Bồ Đào Nha. Cả hai anh em đều bắt đầu sự nghiệp bóng đá tại Gondomar và chơi cho Paços de Ferreira ở cấp độ trẻ. Silva là một thành viên của đội trẻ Porto khi anh trai anh gia nhập đội một của câu lạc bộ theo dạng cho mượn vào năm 2016.
Cùng với việc chơi bóng, Silva theo học quản trị kinh doanh ở đại học và thành lập một công ty với anh trai. Anh đã tốt nghiệp không lâu trước khi qua đời.

## Qua đời
Vào ngày 3 tháng 7 năm 2025, Silva qua đời ở tuổi 25 cùng với anh trai 28 tuổi Diogo Jota trong một vụ tai nạn xe hơi trên đường cao tốc A‑52 ở Cernadilla, Tây Ban Nha. Theo các báo cáo, chiếc Lamborghini của họ đã bị nổ lốp khi vượt một chiếc xe khác và lao ra khỏi đường trước khi bốc cháy. Các cơ quan cứu hộ Tây Ban Nha xác nhận cả hai anh em đều tử vong tại hiện trường.